# Aridoamérica

Ubicación de Aridoamérica en América del Norte

Aridoamérica es una región ecológica y cultural que se extiende desde el norte de México hasta el sur de los Estados Unidos. Esta región se caracteriza por su clima predominantemente árido y semiárido, con escasas precipitaciones y temperaturas extremas que varían considerablemente a lo largo del año.
Debido a estas duras condiciones climáticas, los pueblos precolombinos de esta región mantenían un estilo de vida nómada, en busca de recursos naturales como agua y alimentos. La carencia de fuentes hídricas permanentes y la volatilidad climática dificultaron el desarrollo de la agricultura, lo que impidió la formación de asentamientos sedentarios tradicionales. En lugar de ello, estas sociedades se especializaron en la caza, pesca y recolección.

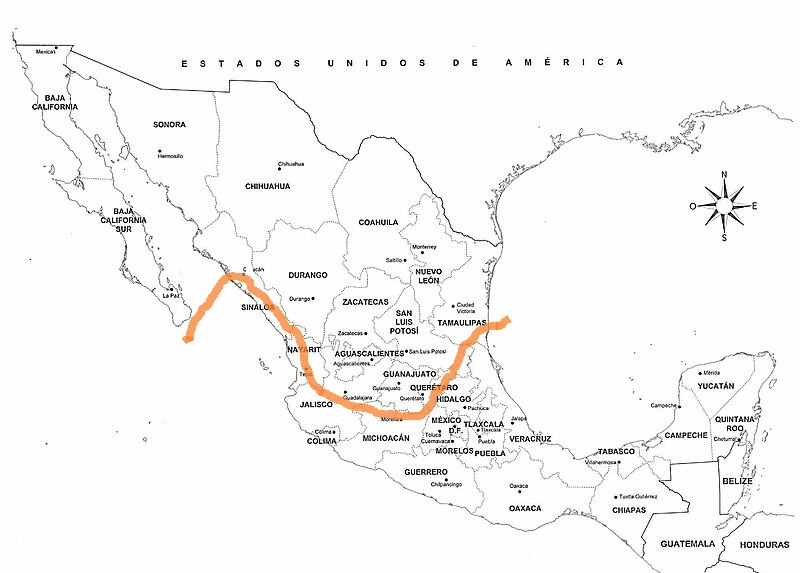
Aridoamérica

## Historia
Si bien el término es un derivado de la propuesta de Paul Kirchhoff de definir a las culturas del área meridional de México y occidental de Centroamérica como una gran civilización, con base en el descubrimiento de un complejo mesoamericano (en el que se inscriben elementos característicos compartidos por todos los pueblos del área), no puede decirse que Aridoamérica cumpla con la misma función.
De hecho, como apuntan López Austin y López Luján en su libro El pasado indígena (1996), los pueblos de Aridoamérica, condicionados por su medio ecológico, nunca llegaron a formar una unidad cultural. Eran más bien pueblos aislados y compactos. Por lo tanto, no podían establecer una comunicación tan intensa entre ellos como la que establecieron los mesoamericanos o los oasisamericanos. La falta de estos vínculos fue decisiva en la enorme diversidad que se encuentra entre los pueblos de esta región.
Alfred Kroeber y Dainzu Miranda, antes que Kirchhoff, habían definido a esta región como el Suroeste. El término, que es más empleado en inglés, implica desde luego, la imposición de una perspectiva geográfica centrada en Estados Unidos. Sin embargo, los arqueólogos mexicanos han discutido el concepto culturas del Suroeste, por obvias razones políticas, argumentando que: el Suroeste históricamente siempre ha sido Norte.
En ese sentido, en algunos círculos de arqueólogos (especialmente los mexicanos), se habla de una Gran Chichimeca, que comprendería aproximadamente los territorios que se entienden como Aridoamérica. Este nuevo concepto tiene su origen en la denominación dada por los aztecas a los habitantes de las tierras norteñas, a los cuales, por un paralelismo singular, como en la Antigua Grecia, consideraban como bárbaros (de hecho, chichimeca y bárbaro tienen aproximadamente el mismo significado en sus respectivas lenguas originales: los que no saben hablar).
En Aridoamérica coincide una enorme cantidad de climas, desde el seco y árido en el verano hasta un frío incesante durante el invierno. Esta situación propició la escasez de cultivos en el territorio aridoamericano, y sus habitantes debían dedicarse a actividades como la caza, la pesca, y la recolección. 
Aun así, varias culturas subsistieron en Aridoamérica, como los ópata, joba, tarahumara, entre otros, que dejaron gran cantidad de pinturas rupestres.

## Distribución
Aridoamérica comprende la parte norte del actual México.
- una gran parte de Chihuahua, al noreste;
- una parte de la costa oeste y del noreste de Sonora;
- Baja California, Baja California Sur;
- Hidalgo, Guanajuato, Querétaro, Jalisco y Sinaloa y Aguascalientes;

- en el territorio de los actuales Estados Unidos:

- casi todo el estado de California;
- casi todo el estado de Nevada;
- la mitad oeste de Utah;
- un cuarto noroeste y un cuarto sureste de Arizona;
- casi todo el estado de Nuevo México;
- una parte del sur y oeste de Texas.

## Culturas de Aridoamérica
- Acaxee
- Caxcán

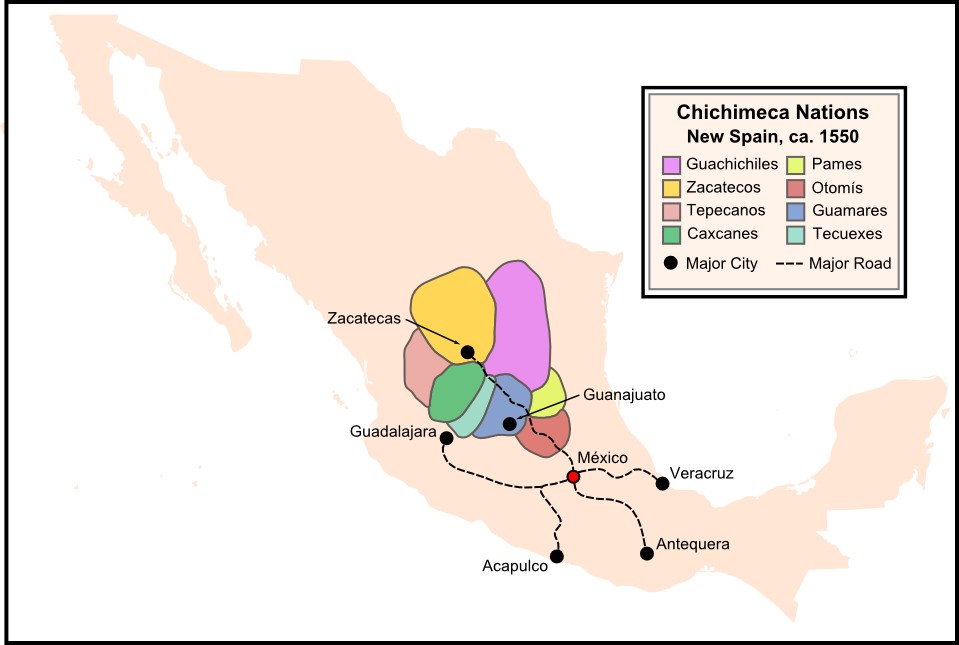
Distribución de las tribus llamadas chichimecas (ca. 1550), a caballo entre Aridoamérica y Mesoamérica

- Cochimí; Baja California y Baja California Sur (México)[1][2]
- Cucapá (Cocopah); Baja California y Sonora (México), California y Arizona (Estados Unidos)[1]
- Guachichil
- Guamare
- Guaycura, Baja California Sur (México)[1]
- Guarijio[2]
- Huichol[2]
- Kiliwa, Baja California (México)[1]
- Kumiai (Kumeyaay); Baja California (México), California (Estados Unidos)[1]
- Pueblo Mayo[2]
- Cultura Mogollón, ca. 200–1500 CE, también en Oasisamerica
- Mongui
- Opata
- Hohokam
- Paipai o Pai Pai, Baja California (México)[1]
- Pame
- Pericú, Baja California Sur (México)[1]
- Pueblo pima
- Pueblo seri[2]
- Tarahumara[2]
- Tecuexe
- Tepecanos
- Tepehuán[2]
- Tradición de Teuchitlán
- Tradición de las tumbas de tiro
- Yaqui[2]
- Pueblo zacateco

## Subsistencia
Los chichimecas, un término paraguas para designar varias tribus de nahuas, eran cazadores-recolectores en los pastizales de Aridoamerica. Recolectaban magueyes, flores de yuca, frijoles de mesquite, semillas de chía y cactus, incluyendo las paletas de frutos de cactus nopal. La planta del siglo (Agave americana) es un recurso particularmente importante en la región.
A pesar de las condiciones secas, Aridoamérica cuenta con la mayor diversidad de frijoles salvajes y domesticados (Phaseolus acutifolius) y es un posible lugar de su domesticación. El cultivo del maíz llegó a Aridoamérica alrededor de 2100 a. C. Los arqueólogos discrepan sobre si la planta fue introducida por migrantes uto-aztecas desde Mesoamérica o si se extendió hacia el norte o hacia el sur desde otros grupos por préstamos culturales.
En Baja California, la pesca y la caza proporcionaban alimento, al igual que la recolección de bellotas, nopal, piñones y otras plantas nativas.
Históricamente, la gente de Aridoamerica troncaba los sauces, es decir, los troncos eran cortados hasta dejar un tocón a nivel de suelo para estimular el crecimiento de nuevos vástagos delgados. Estos brotes de sauce eran tejidos firmemente para producir cestas de cocina a prueba de agua. Rocas calentadas en el fuego se sumergían en una papilla en las cestas para cocinar.

## Áreas culturales aridoamericanas

### Sierra de Tamaulipas
Es una de las regiones en Aridoamérica que presenta una ocupación continua prolongada es la sierra de Tamaulipas. Se localiza en el noreste de México. En varios puntos de la región se han encontrado numerosos objetos que hablan de un complejo cultural que tiene sus raíces en el Cenolítico Tardío y se prolonga hasta los primeros años de la era cristiana. Los principales sitios de esta cultura son Cañón del Diablo, Cueva del Diablo, Cueva de Nogales y Cueva de La Perra. En ellos, los arqueólogos han encontrado evidencia de una agricultura incipiente, entre las más antiguas de América.Los habitantes se dedican a la venta de la mercancía tales como: elaboración de chamarras, carteras, collares, instrumentos musicales...

### Desierto de Chihuahua
El desierto de Chihuahua es el mayor de América del Norte, con más de 300 000 km², va de los límites de los valles del río Grande, en Nuevo México, y San Simón, en Arizona, hacia el sur, cubriendo parte de los estados de Chihuahua, Coahuila, Durango, San Luis Potosí,  Zacatecas y Nuevo León. En el clima desértico está como un oasis la región de Cuatro Ciénegas, con 200 estanques de aguas tibias y calientes y variados contenidos de minerales, lo que cambia el color del agua. Su aislamiento creó una flora y una fauna endémicas. Hay estromatolitos, los organismos vivos más antiguos del planeta, y se cree, los primeros seres vivos de la Tierra. Hay tortugas, carpas, bagres, mojarras, camaroncitos como acociles. En otras áreas se han formado marismas, en la que hay peces, serpientes, tortugas y aves.